# Estación Zapiola
Zapiola es una estación ferroviaria ubicada en una zona rural del partido de Lobos, Provincia de Buenos Aires, Argentina.

## Servicios
Es un centro de transferencia intermedio perteneciente a la Línea Sarmiento, en el ramal que presta servicio entre las estaciones Merlo y Lobos.
Los servicios, reducidos, a veces sufren demoras y/o cancelaciones.

## Ubicación e infraestructura
Dista 16 km de la ciudad de Lobos.
La estación se encuentra en muy buen estado, repintada con los colores institucionales de la ex operadora TBA y reacondicionada, a pesar de encontrarse en zona rural. 
Un destacamento de policía se encuentra lindero a la estación.
En el lugar funciona un centro cultural llamado "Centro Socio Cultural La Estación".